# Алексєєнко Сергій Андрійович
Алексєєнко Сергій Андрійович (1929, Зіньків Полтавської області) — інженер, кандидат фізико-математичних наук, учасник ядерних випробувань в СРСР, сподвижник С. Корольова, публіцист.
Народився в місті Зінькові на Полтавщині. Підлітком в роки війни працював на військовому заводу в Ташкенті. В 1953 році закінчив Воєнно-інженерну академію. Розпочинав трудову діяльність як майстер і виконроб.
Заслужений будівельник Російської Федерації, Почесний будівельник космодромів Байконур і Плесецьк. Почесний член Військового наукового центрального товариства (м. Москва). Член Федерації космонавтики Росії. Учасник наземних випробувань ядерної зброї на «Полі» — Семипалатинському ядерному полігоні. Учасник створення ракетно-ядерного щита Вітчизни (1953—1985).
Полковник у відставці.

## Наукова діяльність
Розробив альтернативну фізичну теорію — «фантову фізику». Один із авторів електроімпульсної технології руйнування твердих тіл, численних публікацій із проблем еволюції природи та Землі. Перший президент Міжнародної Академії Енергетичних інверсій імені академіка П. К. Ощепкова.

## Публіцистична діяльність
Популяризує ідеї езотерики, панславізму та теорії змов.

## Праці
- Алексеенко, С. …До яблоневых садов. Рассказ о главном конструкторе С. П. Королеве // Красная звезда. — 1986. — 29 марта.
- Алекссенко, С. Взгляд из котлована на строительство первого космического старта [Архівовано 22 березня 2018 у Wayback Machine.] // «Техника-молодежи», 1991, № 4, с. 30-36.
- Алексеенко, С. Бесконечность цивилизации землян [Текст]: будущее планеты Земля: Расчет плотности небес. тел / С. А. Алексеенко ; Науч.- техн. центр «Энергоинверсор». Обществ. ин-т энерг. инверсии. — Москва: [б. и.], 1992. — 44 с. : ил., табл.
- Алексеенко, С. «Фантафиз» (1951 г.). Теория фантовой физики. Будущее планеты Земля [Текст] / С. А. Алексеенко, чл. Федер. Космонавтики России; Науч.-техн. центр «Энергоинверсор». Обществ. ин-т им. акад. П. К. Ощепкова. — 2-е изд. — Москва: ОИЭНИН, 1998. — 104 с. : ил.
- Алексеенко, С. Байконур. Плесецк. Семипалатинск [Текст]: королев, Ощепков, Глушко и др.: Факты без мифов / С. А. Алексеенко ; Науч.-техн. центр «Энергоинверсор», Обществ. ин-т им. П. К. Ощепкова. — Москва: [б. и.], 1998. — 151 с., включ. обл.
- Алексеенко, С. Байконур: стройка века / С. А. Алексеенко. — 2-е изд. — Москва: [б. и.], 2000. — 82 с., включ. обл. : ил. — (40 лет космической эры).